# Party (álbum de Iggy Pop)
Party es el quinto álbum de estudio del músico estadounidense Iggy Pop, publicado en junio de 1981 por Arista Records. Para este disco, Pop colaboró con Ivan Kral, más conocido por haber sido el guitarrista y bajista de Patti Smith en la década de 1970.

## Lista de canciones
Todas compuestas por Iggy Pop e Ivan Kral, excepto donde se indique.
| Lado A |                          |          |  |
| N.º    | Título                   | Duración |  |
| 1.     | «Pleasure»               | 3:10     |  |
| 2.     | «Rock and Roll Party»    | 4:11     |  |
| 3.     | «Eggs on Plate»          | 3:41     |  |
| 4.     | «Sincerity»              | 2:38     |  |
| 5.     | «Houston Is Hot Tonight» | 3:30     |  |

| Lado B |                     |          |  |
| N.º    | Título              | Duración |  |
| 1.     | «Pumpin' for Jill»  | 4:30     |  |
| 2.     | «Happy Man»         | 2:19     |  |
| 3.     | «Bang Bang»         | 4:08     |  |
| 4.     | «Sea of Love»       | 3:49     |  |
| 5.     | «Time Won't Let Me» | 3:22     |  |

| Bonus tracks de la edición en CD |                   |          |  |
| N.º                              | Título            | Duración |  |
| 11.                              | «Speak to Me»     | 2:39     |  |
| 12.                              | «One for My Baby» | 4:05     |  |